# Umbro
Umbro – brytyjskie przedsiębiorstwo zajmujące się produkcją sprzętu sportowego z siedzibą w Manchesterze.

## Historia
Firma została założona w roku 1920 w Wilmslow jako Humphrey Brothers Clothing.
W roku 1924 nazwę zmieniono na Umbro (Humphrey Brothers).
W roku 1985 w Brazylii Umbro zaprezentowało pierwsze buty piłkarskie, które weszły do produkcji dwa lata później.
Przedsiębiorstwo wytwarza wszystkie typy sportowych strojów. Firma dostarcza stroje dla klubów piłkarskich oraz reprezentacji narodowych.
Umbro produkuje piłkarskie stroje od czasu rozpoczęcia działalności. Pierwszą drużyną, którą wyposażyła w profesjonalne stroje w 1934 roku był Manchester City.

## Sponsorowane drużyny piłkarskie

### Reprezentacje narodowe
- Botswana
- Etiopia
- Gwatemala
- Irlandia (kobiet i mężczyzn)
- Namibia
- Uganda
- Zimbabwe

### Kluby
- A.F.C. Bournemouth
- Brentford F.C.
- Burnley F.C.
- Derby County F.C.
- Huddersfield Town F.C.
- Hull City A.F.C.
- Ipswich Town F.C.
- Luton Town F.C.
- West Ham United F.C.
- Atlético Tucumán
- Rosario Central
- Gaborone United S.C.
- Athletico Paranaense
- Avaí FC
- Chapecoense
- Fluminense FC
- Grêmio Porto Alegre
- Santos FC
- Sport Recife
- Al-Ahly
- EA Guingamp
- FC Lorient
- Stade de Reims
- Gamba Osaka
- América de Cali
- Incheon Hyundai Steel Red Angels (kobiet)
- Seongnam FC
- Dynamo Drezno
- Werder Brema
- Aalesunds FK
- Mjøndalen IF
- Sogndal Fotball
- AmaZulu FC
- Black Leopards FC
- Cape Town City F.C.
- Moroka Swallows FC
- SuperSport United FC
- Heart of Midlothian F.C.
- Gefle IF
- IF Elfsborg
- Club Nacional de Football
- Nkana FC
- ZESCO United

### Inne sporty
- Anglia (Rugby union kobiet i mężczyzn, 7osobowe kobiet i mężczyzn)
- Bristol Bears (Rugby union)
- Sparta Fútbol Club (Futsal)
- Chile (Rugby kobiet i mężczyzn)
- Selknam (Rugby union)
- Ospreys (Rugby union)

(aktualne na 05.09.2022)